# 김동원 (1960년)
김동원(金東元, 1960년 1월 15일~)은 대한민국의 교수이자 경영학자이며, 2023년 3월부터 현재 고려대학교 총장을 맡고 있다. 전공은 경영관리이다.

## 학력
- 경북대학교 사범대학 부설고등학교
- 1982년: 고려대학교 경영대학 경영학 학사
- 1991년: 위스콘신 대학교 매디슨 노사관계학 석사
- 1993년: 위스콘신 대학교 매디슨 노사관계학 박사

## 주요 경력
국내외 연구 활동 및 학내 행정
- 1993년~1996년: 위스콘신 대학교 매디슨 노동대학 (School for Workers) 및 산업관계연구소 (Industrial Relations Research Institute) 방문조교수 (Visiting Assistant Professor)
- 1996년 9월~1997년 8월: 뉴욕 주립 대학교 경영대학 교수
- 1997년~현재: 고려대학교 경영대학 경영학과 교수
- 1998년~2010년: 고려대학교 노동대학원 주임교수
- 2001년 3월~2003년 2월: 고려대학교 경영대학 교수협의회 의장
- 2001년~2006년: 고려대학교 교수협의회 경영대 교수대표
- 2006년: 고려대학교 교원윤리위원회 위원
- 2006년 12월~2007년 3월: 고려대학교 총무처장
- 2011년 3월~2012년 11월: 고려대학교 기획예산처장
- 2013년 1월~2015년 2월: 고려대학교 노동대학원 원장 겸 노동문제연구소장
- 2014년 11월~2016년 10월: 고려대학교 경영대학 학장 겸 경영전문대학원장
- 2023년 3월~현재: 제21대 고려대학교 총장[2]
- 2023년 3월~현재: 학교법인 고려중앙학원 교육경험이사

학회 경력
- 1998년~2004년: 한국노동교육협회 이사
- 2001년~2002년: 한국기업경영학회 상임이사
- 2001년~2003년: 한국인사조직학회 상임이사
- 2000년~2011년: 한국인사관리학회 상임이사
- 2009년~2013년: 한국노사관계학회 부회장
- 2002년~2003년: 한국경영학회 총무이사
- 2007년~2008년: 한국인적자원개발학회 부회장
- 2013년~2014년: 한국고용노사관계학회 수석부회장
- 2001년~2015년: Social Asia Forum 한국대표
- 2014년~2015년: 한국고용노사관계학회 회장
- 2013년~2018년: Editor-in-Chief, ILERA Book Series
- 2015년 9월~2018년 9월: 국제고용노동관계학회 회장

기타 대외활동
- 1999년~2001년: 경제사회연구회 정부출연연구기관 경영평가위원
- 2002년~2009년: 정부산하기관 경영평가단 경영평가위원
- 2004년: 한국수력원자력 경영평가위원
- 2005년: 한국전력공사 발전자회사 경영평가위원
- 2005년~2007년: 서울지방노동위원회 공익위원
- 2005년~2008년: 대통령자문 국민경제자문회의 전문위원(복지, 노동, 환경회의)
- 2008년~2010년: 국회 환경노동위원회 노동정책 자문위원
- 2008, 2010, 2013년: 행정고등고시 제2차시험 경영학 선정 및 채점위원
- 2009년: 공무원 7급공채 경영학 출제위원
- 2010년~2018년: 노사발전재단 일터혁신자문위원회 위원장
- 2010년~2019년: 노동부 임금채권보장기금심의위원회 위원
- 2011년~2012년: 행정안전부 공무원 노사문화대상 심사위원
- 2011년: Korea-Brazil Auto Forum(KOBAF) 한국대표
- 2012년: 공기업 입사시험 출제위원
- 2013년~현재: 한국고용정보원 자문위원
- 2013년~2015년: 근로시간면제심의위원회 위원장
- 2013년~2015년: 경제사회발전노사정위원회 자동차부품업종위원회 위원장
- 2014년: 고용노동부 고용노동정책평가위원회 위원장
- 2014년~2015년: 국민경제자문회의 민간위원
- 2014년~2015년: 고용노동부 노사문화대상 심사위원장
- 2014년~2016년: 규제개혁위원회 민간위원
- 2014년~2016년: 국가인권위원회 정책자문위원
- 2015년: 노동부 노사문화대상 심사위원장
- 2015년~2018년: 경제인문사회연구회 이사
- 2017년~2019년: 한국기업지배구조원 자문위원
- 2018년~현재: 노사발전재단 일터혁신 컨설팅 지원사업 전문가 위원회 전문위원
- 노동위원회 공익위원
  - 중앙노동위원회(2007년~2018년)
  - 서울지방노동위원회(2019년~)

## 저서
- 《고급 고용관계 이론》(2020년)
- 《Gainsharing and Goalsharing: Aligning Pay and Strategic Goals》(2004년)
- 《Employment relations and HRM in South Korea》(2004년)
- 《세계의 노사관계 변화와 전망》(2003년)
- 《현대고용관계론》(2002, 2003, 2005, 2008년)
- 《신노사문화 추진기업 재정지원방안연구》(2001년)
- 《집단성과배분제도 보상체계의 혁신시리즈》(2000년)
- 《인사노무관리론》(2000년)
- 《기술급제도 보상체계의 혁신시리즈》(1999년)
- 《한국 노사관계 세계화 지표》(1995년)

## 논문
- 《Exploring Strategies for Labor and Employment Relations as an Academic Field》(2020년)
- 《Evaluating Industrial Relations Systems of OECD Countries from 1993 to 2005》(2015년)
- 《O fim da vigencia dos Acordos Coletivos no Canada, Coreia do Sul e Brasil: Breve Analise Comparativa》(2015년) ※포르투갈어 출간
- 《Benefits and Costs of Employee Suggestions under Gainsharing》(2005년)
- 《Globalization, Financial Crisis, and Industrial Relations: The Case of Korea》(2003년)
- 《한국노사정위원회의 성공과 실패: 강제적 조합주의에서 민주적 조합주의로의 이행》(2002년) ※일본어 출간

## 회원
- 2016년: Editorial Board Member, Labour and Industry
- 2016년: Editorial Advisory Board Member, Journal of Industrial Relations

## 수상 경력
- 2003년: 한국노사관계학회 최우수 논문상
- 2003년: 고려대학교 경영대학 SK Research Award
- 2005년: 고려대학교 석탑강의상
- 2015년: 한국경영학회 KBR SK우수논문상
- 2016년: 고려대학교 경영대학 교우회 특별공로상